# 伯纳德·德沃克
伯纳德·德沃克（英語：Bernard Dwork，1923年5月27日—1998年5月9日），美国数学家，生前为普林斯顿大学教授。德沃克以应用p-进方法解决代数几何与数论问题，特别是他在1960年证明有限域上关于局部zeta函数有理性的韦伊猜测，而著称。因局部 zeta 函数有理性之证明，德沃克在 1962 年与岩泽健吉分享美国数学会所设之科尔数论奖。
德沃克曾使用假名Maurizio Boyarsky发表过两篇论文。他的女儿辛西娅·德沃克（Cynthia Dwork）为计算机科学家, 哈佛大学教授。

## 数学贡献
德沃克最知名的贡献是他对有限域上代数簇的 zeta 函数的有理性的证明。在这个证明中，他提出了所谓“分裂函数”的概念。这个概念可以将有限域上的加性特征函数计算提升到 p-进数域上。譬如，应用分裂函数可以简单地推出关于高斯和的 Stickelberg 同余关系。分裂函数将成为后来使用 p-进方法来研究特征和的理论基础。
在 1960 年代，德沃克继续发展了他在有理性证明中的 p-进方法。提出并研究了所谓的解析德沃克上同调。如果使用最简单的分裂函数，则解析德沃克上同调可以被用现代语言表达成某环面解析空间上的某可积联络的德拉姆上同调。解析德沃克上同调的代数类似物因出现在爱德华·威滕的著名文章“超对称与莫尔斯理论”中而以“威滕上同调”之名为人所知。他的博士生尼古拉斯·卡茨 (Nicholas Katz) 则在其博士论文中证明了超曲面的代数德沃克上同调与超曲面的“本原代数德拉姆上同调”同构。在德沃克对德沃克上同调的研究中，德沃克还提出了所谓的关于 zeta 函数的“变形理论”。根据卡茨的工作，德沃克的变形理论中出现的微分方程的确是古典被研究的代数簇变形的皮卡--富克斯方程。
德沃克在研究德沃克上同调的过程中，首先提出并研究了链复形级别上的弗罗本尼乌斯作用。这是一个无限矩阵。通过 p-进分析，德沃克证明了对于光滑超曲面，牛顿多边形高于霍奇多边形。一个有限域代数簇的牛顿多边形本质上记录了它 zeta 函数的一些零点（或极点）的 p-进绝对值，而霍奇多边形则是在记录代数簇霍奇分解中各个分支的维数。牛顿高于霍奇这一现象，或谓卡茨猜想，后来被巴里·梅泽 (Barry Mazur) 所证明。
基于前述工作，德沃克提出可以使用 p-进分析和解析德沃克上同调来研究特征和，或曰指数和。他给出联系 p-进 Gamma 函数与高斯和的格罗斯--科布里茨公式 (Gross--Koblitz formula) 的上同调证明。他指出了古典的克鲁斯特曼 (Kloosterman) 特征和与贝塞尔方程的关系：贝塞尔方程恰好是克鲁斯特曼特征和的德沃克上同调的变形方程。这一工作成为了指数和 p-进研究的滥觞。德沃克指导的博士生阿道夫森 (Alan Adolphson) 与史珀柏 (Steven Sperber) 总结并发展了德沃克的方法。作为一个高峰他们证明了所谓的阿道夫森--史珀柏定理。阿道夫森--史珀柏定理将代数几何中的孤立奇点理论，米尔诺数等概念与特征和的 L-函数的性质相联系，在后代产生了一系列影响。
德沃克的 p-进技术也成为晶体上同调理论的工具箱中的重要工具。一个今日被称为“德沃克绝技”的技术，即使用弗罗本尼乌斯作用来增大收敛半径，肇源于德沃克早期的论文较平凡的发现，竟促成了所谓“收敛晶体”这一概念的诞生。
德沃克与合作者开启了 p-进微分方程研究的先河。他关于微分方程解的收敛半径，一般与特殊收敛多边形，微分模的典则分解等工作成为当今 p-进微分方程研究的基础。
独立于盖尔方德 (I. M. Gelfand)，卡普拉诺夫 (M. M. Kapranov) 与泽勒文斯基 (A. V. Zelevinsky)，德沃克提出了被他称为指数模的概念。今天，这个理论以盖尔方德--卡普拉诺夫--泽勒文斯基 A-超几何系统而闻名。这些微分系统与环面簇上一些典则的联络的上同调有着密切关系。